# Freyja Montes
Freyja Montes est une chaîne de montagnes située sur la planète Vénus par 74,1° N et 333,8° E, au nord de Lakshmi Planum, le plateau occidental d'Ishtar Terra.
Longue de près de 580 km, elle culmine à 6 500 m au-dessus du rayon moyen de la planète, ce qui en fait le second massif le plus élevé de la planète, après Maxwell Montes situé juste au sud-est.